# Alonso de Sotomayor
Alonso de Sotomayor y Valmediano (Trujillo, 1545 circa – Spagna, 1610) fu un conquistador spagnolo e Governatore Reale del Cile originario dell'Estremadura.

## Gioventù
Nacque nella provincia dell'Estremadura, in Spagna, figlio di Gutiérrez de Sotomayor y Hinojosa e Beatriz de Valmediano. All'età di 15 anni si arruolò nell'esercito, servendo in Italia fino al 1567, per poi spostarsi nelle Fiandre.
Nel 1580 fu richiamato a Madrid dai suoi doveri ufficiali. Re Filippo II, notando la sua efficienza militare, lo ordinò cavaliere dell'Ordine di Santiago, mettendolo a capo di una campagna contro il Portogallo. In quel periodo arrivavano notizie dal Cile, dove la guerra di Arauco proseguiva e si richiedevano rinforzi. Il re decise di nominare Sotomayor governatore del distretto, mandandolo in Cile con un grosso contingente di soldati che avrebbero dovuto risolvere la situazione.

## Governatore del Cile
Sotomayor arrivò in Cile nel 1583 scoprendo che gli veniva richiesto di fare da giudice, ascoltando innumerevoli accuse contro il precedente governatore Martín Ruiz de Gamboa. Questa amministrazione si era rivelata altamente impopolare a causa di un regime di tassazione che proibiva agli indiani il pagamento delle tasse sotto forma di lavoro.
Sotomayor dovette rinchiudere Gamboa nel palazzo del governo di Santiago, da cui venne liberato solo in seguito alla sottoscrizione di un'obbligazione. In seguito Sotomayor assolse Gamboa liberandolo completamente.
Con questi predecessori, la prima decisione di Sotomayor fu la reistituzione del vecchio sistema di pagamento in ore di lavoro, abolendo la Tasa de Gamboa e ripristinando la Tasa de Santillán, ma mantenendo il diritto di tornare al vecchio sistema, con l'obbiettivo di evitare gli eccessi degli encomenderos contro gli indiani.

### Guerra di Arauco
Sotomayor aveva intenzione di estendere la conquista del Cile nello stile di Pedro de Valdivia, ovvero costruendo una serie di forti che si sarebbero protetti a vicenda, rendendo sicure le città. L'applicazione di questo progetto richiedeva un esercito professionistico, e la proposta fu girata alle autorità spagnole a causa delle scarse risorse disponibili nell'area.

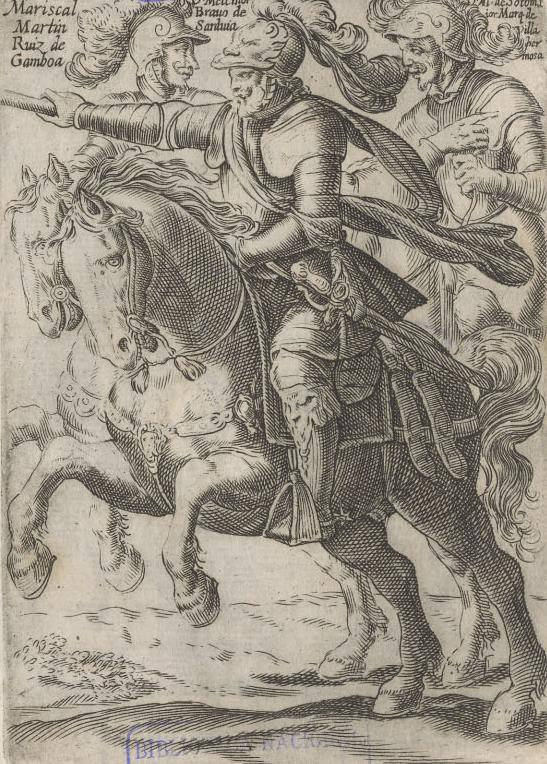
Incisione di Alonso de Ovalle del 1646 raffigurante Ruiz de Gamboa, Bravo de Saravia e Sotomayor

Lanciò una serie di campagne contro i Mapuche che continuavano a resistere. Riuscì a catturare il mestizo Alonso Díaz, a capo dei ribelli per anni. Sotomayor mandò il fratello Luis a combattere nei pressi di Valdivia, riuscendo a sconfiggere i Mapuche in un attacco a sorpresa ad Angol, il 16 gennaio 1585.
Sotomayor mise in atto anche il suo piano di fortificazioni con i pochi uomini di cui disponeva. Nel 1584 fondò il forte di San Fabián de Conueo a Coelemu. Nel 1585 ordinò la costruzione di quello di Santo Arbol de la Cruz, dove il fiume Guaqui si immette nel Bío Bío. Ordinò la costruzione di una fortezza su ognuna delle rive del Bio Bio, chiamati Espíritu Santo e Santísima Trinidad, ed un'altra presso Catirai chiamata San Jerónimo de Millapoa. Un altro forte venne eretto a Purén, dove venne stanziato anche un piccolo distaccamento. Queste fortezze avevano l'obbiettivo di tagliare le comunicazioni tra i Mapuche, e si sperava di approfittare della loro presenza per costruire città da parte ad ognuno di essi.
I toqui Mapuche Nongoniel, Cadeguala e Guanoalca ovviamente si opposero alla loro costruzione, forzando l'abbandono di quello di Purén nel 1586. Nel 1589 Sotomayor lo occupo' di nuovo, ingrandendolo ed erigendo un nuovo forte vicino al mare sulle colline di Marihueñu. Nel 1590 spostò la città di Arauco nella sua posizione odierna accanto al mare.
Questa nuova aggiunta in realtà non spaventò né indebolì i Mapuche. La cattura di Diaz non cambio' la situazione, e la costruzione dei fortini si dimostrò inefficace. Gli Aracaniani si rafforzavano ogni giorno grazie alle armi ed ai cavalli degli spagnoli. Il loro unico problema erano gli archibugi, che non sapevano far funzionare non avendo mai sentito parlare della polvere da sparo.

### Problemi di governo
Durante i problemi dovuti all'insurrezione, Sotomayor dovette anche fare i conti con gli attacchi dei pirati inglesi, di cui il più famoso fu Thomas Cavendish, che avevano gettato le ancore a Quintero il 9 aprile 1587. Qui furono sconfitti dagli spagnoli, perdendo dieci uomini. Inoltre dovette gestire la rivolta dei soldati nel sud, causata dalla povertà sofferta per il fatto di non essere stati pagati con oro o diritti di encomienda.
Allarmato dalla situazione, ed in mancanza di rinforzi, Sotomayor andò in Perù il 30 luglio 1592 per chiedere al viceré altri uomini. Al suo posto lasciò l'avvocato Pedro de Viscarra, arrivato dalla Spagna due anni prima con il grado di tenente governatore del Cile.

## Governatore di Panama
Ad agosto Sotomayor sbarcò a Callao, dove seppe che il re aveva nominato un nuovo governatore del Cile, Martín García Óñez de Loyola. Tornò in Cile per dare la notizia difendendo le proprie azioni in una causa dove uscì vincitore. A questo punto partì alla volta della Spagna, ma fu bloccato dal viceré del Perù, che gli chiese di prendersi in carico la provincia di Panama, minacciata dall'invasione inglese.

## Ultimi anni di vita
Dopo il ritorno in Spagna fu nominato di nuovo governatore del Cile nel 1604. A causa delle passate frustrazioni decise di rinunciare all'incarico. Si unì al Consiglio delle Indie e, nel 1609, fu incaricato dell'espulsione dei Mori dalla Spagna.